# Cordillera Central (Trinidad y Tobago)

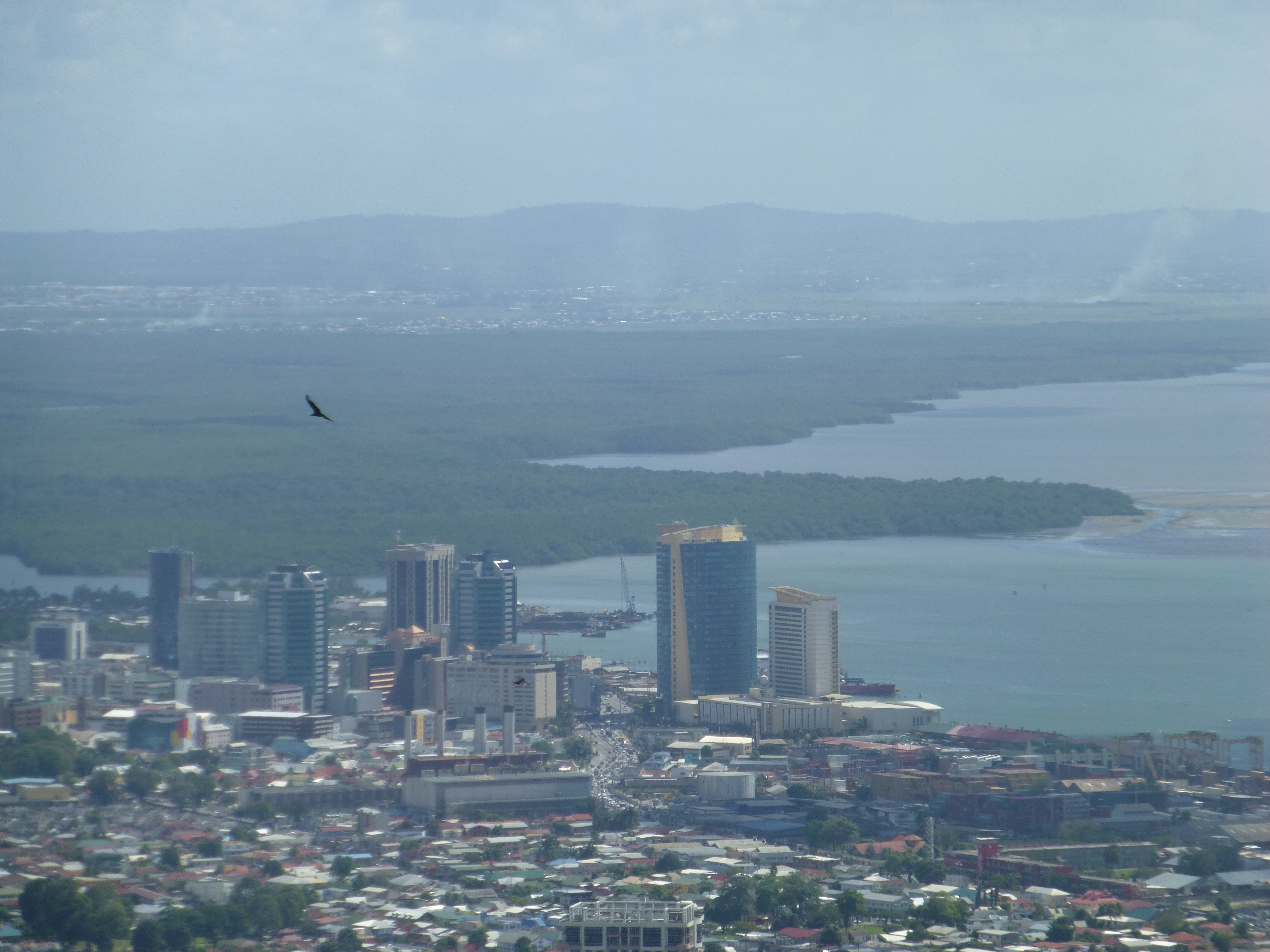
La cordillera Central en el fondo.

La Cordillera Central es un sistema montañoso que se extiende diagonalmente por el territorio de isla Trinidad, en el país caribeño de Trinidad y Tobago.

## Puntos de mayor altitud
Las mayores elevaciones son el monte Tamana (307 m s. n. m.), el monte Harris y el Brigand Hill, los cuales se localizan en la parte nororiental de la serranía.

## Orígenes
La cadena tiene su origen en el periodo Cretácico y Eoceno, con formaciones del Mioceno en los flancos meridional y oriental.